# Lithacodia rubrilis
Lithacodia rubrilis là một loài bướm đêm trong họ Noctuidae.